# Селище (Новодугинский район)
Селище — деревня в Новодугинском районе Смоленской области России. Входит в состав Новодугинского сельского поселения. Население — 203 жителя (2007 год). 
Расположена в северо-восточной части области в 4 км к северо-востоку от Новодугина, в 8 км восточнее автодороги Р134 «Старая Смоленская дорога» Смоленск — Дорогобуж — Вязьма — Зубцов, на берегу реки Держа. В 6 км юго-западнее деревни расположена железнодорожная станция Новодугино на линии Вязьма — Ржев. 

## История
В годы Великой Отечественной войны деревня была оккупирована гитлеровскими войсками в октябре 1941 года, освобождена в марте 1943 года.